# Politique étrangère de l'Uruguay
La politique étrangère de l'Uruguay désigne l’ensemble des relations internationales de la république orientale de l'Uruguay depuis son indépendance du royaume d'Espagne reconnue 27 août 1830. L'Uruguay est membre des Nations unies et du Marché commun du Sud (Mercosur), dont le parlement est à Montevideo, capitale de l'Uruguay.
L'Uruguay était considéré par certains observateurs comme la « Suisse de l'Amérique latine » en raison de sa stabilité politique et des relations pacifiques qu'il entretient avec ses voisins.

## Chronologie des relations

### Indépendance
Entre 1839 et 1851, l'Uruguay connut une guerre civile nommée « Grande Guerre » durant laquelle les Colorados, partisans de Fructuoso Rivera, et les Blancos, partisans de Manuel Oribe, appuyé par l'Argentine s'affrontèrent, avec l'appui de volontaires étrangers dont la Ligue italienne commandée par Garibaldi. Les Colorados finirent par l'emporter. À la fin du siècle, le pays participa à la guerre de la Triple-Alliance contre le Paraguay.
De 1903 à 1920, l'Uruguay connut une période de prospérité sous la présidence de José Batlle y Ordóñez, qui nationalise les raffineries, les grandes industries et les banques, favorise le développement industriel, et proclame la séparation de l’Église et de l’État. L'Uruguay fut ensuite touché par la crise de 1929, ce qui provoqua le coup d'État, en 1933, de Gabriel Terra, et ne sortit vraiment de cette crise qu'à partir de 1950. Le pays renoua alors partiellement avec une prospérité qui rappela l'ère Batlle, tandis qu'en 1952, un Conseil national du gouvernement (direction collégiale de l'exécutif) fut mis en place.
En 1958, le Parti national remporte les élections et applique à l’économie du pays les requêtes des États-Unis et du Fonds monétaire international. La fin de la politique protectionniste est suivie d'une sévère crise économique qui ruine une grande partie des classes moyennes et réduit drastiquement le salaire réel des travailleurs.

### Dictature militaire
En novembre 1971, les élections sont remportées de justesse, dans un contexte de fraudes importantes, par le dauphin de Pacheco, Juan María Bordaberry. Celui-ci démantèle l'appareil de contrôle de l'économie mis en place par Pacheco, au risque de faire remonter l'inflation à un taux annuel de 100 %. La montée en puissance de l'armée se poursuit, tandis que l'« état de guerre interne » est voté après l'assassinat, par les Tupamaros, du sous-secrétaire d'État à l'Intérieur, Armando Costa y Lara, qui dirigeait les escadrons de la mort.
La dictature militaire dissout les partis politiques et suspend la Constitution, et emprisonne environ un habitant sur 450. Participant à l'opération Condor dès avant sa création officielle en 1975, les escadrons de la mort pourchassent les opposants, y compris hors des frontières (notamment en Argentine, où sont assassinés, en mai 1976, les parlementaires Michelini et Héctor Gutiérrez Ruiz, ainsi qu'un couple d'ex-Tupamaros et un communiste). L’économie est fortement libéralisée par le régime militaire.

### Retour à la démocratie
Les élections générales de 2004 marquèrent, pour la première fois, la victoire de la gauche, le Front large remportant massivement celles-ci, conduisant son candidat présidentiel, le socialiste Tabaré Vázquez, à assumer la présidence (2005-2010). Formant un gouvernement avec une majorité de socialistes, mais incluant d'ex-Tupamaros, réunis au sein du Mouvement de participation populaire (MPP), dont José Mujica et Eduardo Bonomi, Vázquez parvient à faire baisser de façon importante la dette, tout en augmentant les salaires minimums et en faisant baisser le chômage et la pauvreté. Le MPP se confirme comme la force politique la plus importante, L'ex-Tupamara Lucía Topolansky étant la sénatrice élue avec le plus de voix. Son mari, José Mujica, est élu président.
L'ancien président Tabaré Vazquez est éu pour un second mandat 2015 et 2020, à qui succède Luis Lacalle Pou, élu en novembre 2019.

## Relations avec le continent américain

### Relations avec l’Argentine

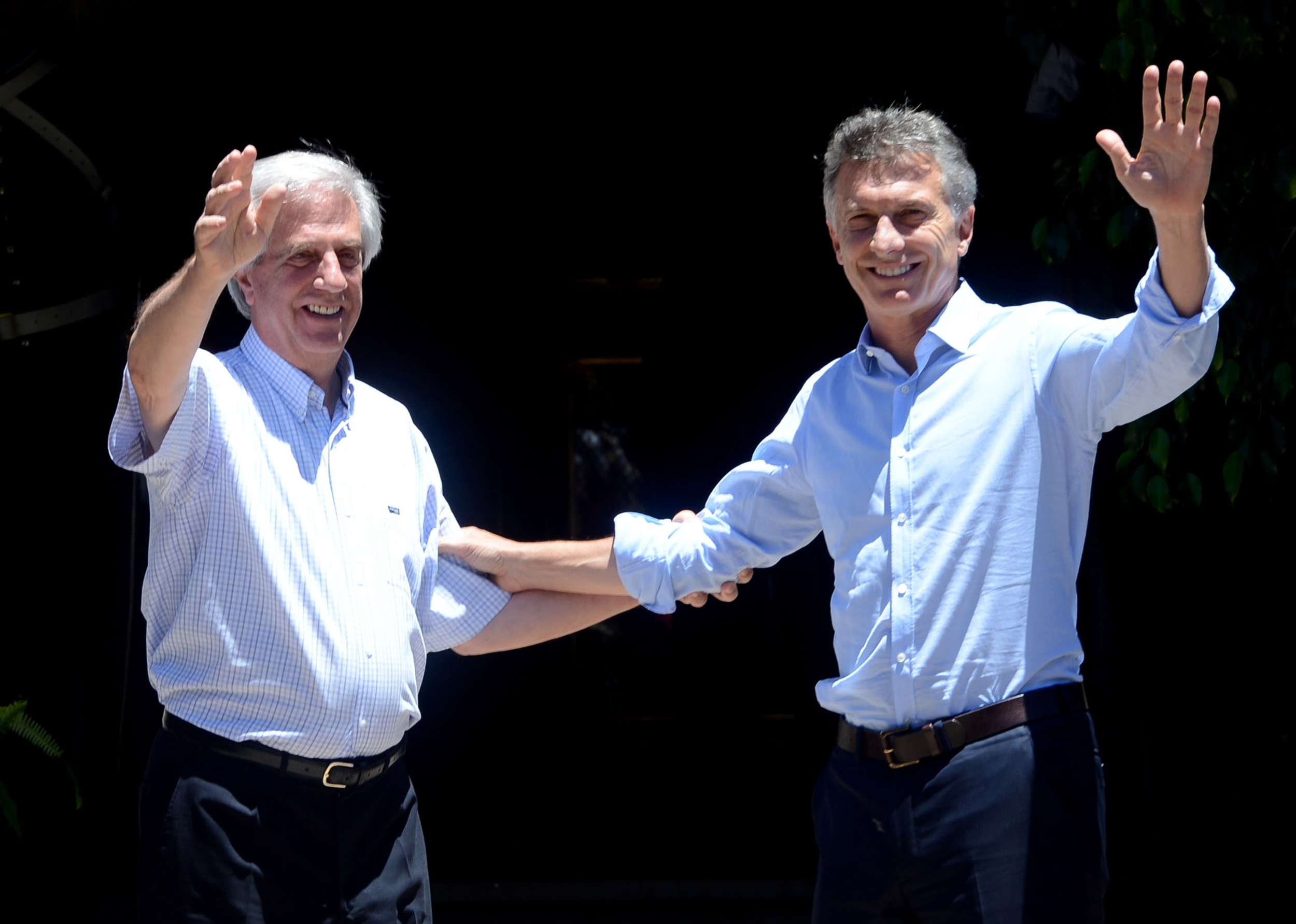
Rencontre entre les présidents d'Argentine et d’Uruguay Mauricio Macri et Tabaré Vázquez en 2016

L’Uruguay et l’Argentine sont membres du Mercosur, et partagent une frontière de 579 km, suivant le cours du rio Uruguay.
Depuis 2005, les projets de deux papeteries sur le cours du fleuve ont déclenché la « guerre du papier  » entre les deux pays, un conflit entre industriels uruguayens d'une part et riverains argentins d'autre part, opposés au projet.

### Relations avec le Brésil
L’Uruguay et le Brésil sont membres du Mercosur, et partagent une frontière de 95 km.
En 2009, un chantier interconnexion électrique entre les deux pays est lancé par Areva, pour un budget de 150 millions de dollars.
En novembre 2019, à la suite de l'élection de Luis Lacalle Pou à la présidence de l'Uruguay, son homologue brésilien Jair Bolsonaro l'invite à « venir visiter le Brésil rapidement ».
En février 2020, à l’occasion des quarante ans du Parti des travailleurs, les anciens présidents brésilien et uruguayen Luiz Inacio Lula da Silva et José Mujica, se rencontrent et s'affichent ensemble sur scène.

### Relations avec le Paraguay
L’Uruguay et le Paraguay sont membres du Mercosur.

### Relations avec Cuba
En juin 2008, le président Tabaré Vázquez se rend à Cuba et prend part à des événements importants, notamment à un sommet avec le président Raúl Castro.

### Relations avec les États-Unis

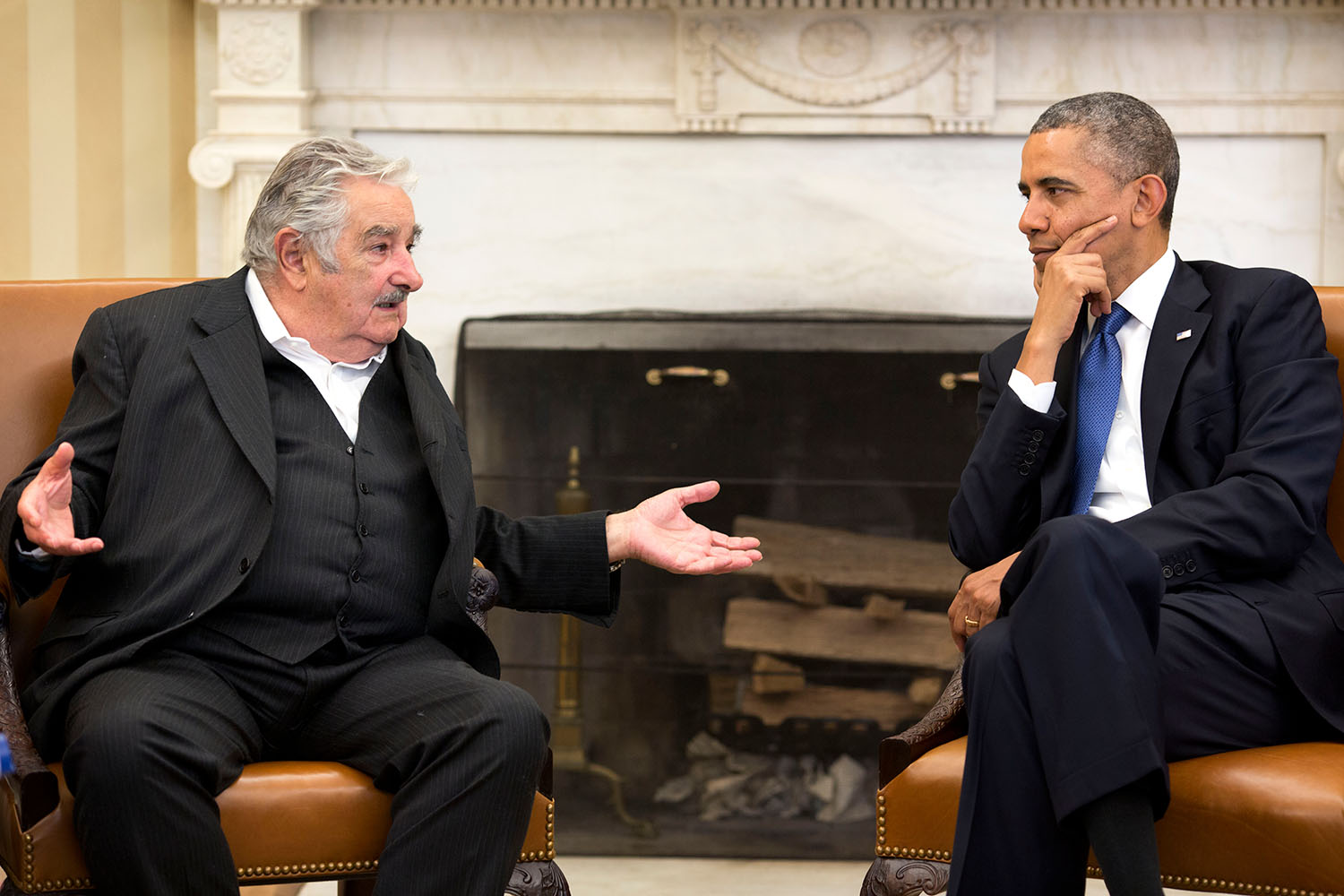
Rencontre entre les présidents Barack Obama et José Mujica en mai 2016.

En 2002, les États-Unis et l'Uruguay ont créé une Commission mixte du commerce et de l'investissement pour échanger des idées sur divers sujets économiques.
L'Uruguay coopère avec les États-Unis sur des questions d'application de la loi telles que les efforts régionaux de lutte contre le trafic de drogue et le terrorisme.

### Relations avec le Canada
Le Canada et l’Uruguay ont établi des relations diplomatiques en janvier 1951, à la suite de quoi le Canada nomme son premier ambassadeur en Uruguay (résident en Argentine) en 1953.

## Relations avec l'Europe
Les relations entre l’Union Européenne et l’Uruguay sont fondées sur un Accord-cadre de coopération signé en 1992 dont le suivi donne lieu à un dialogue régulier au niveau des hauts fonctionnaires.
L’UE est actuellement le troisième partenaire commercial de l’Uruguay (14 % de son commerce total), derrière la Chine et le Brésil.
Les descendants d'Européens représentent 88 % de la population.

### Relations avec l'Espagne
L'Espagne est l’ancienne puissance coloniale de la région, dont l'Uruguay a obtenu son indépendance en 1830. L'espagnol est la langue officielle en Uruguay. Après l'indépendance, l'Uruguay était un pays d'immigration, en grande partie italienne et espagnole, mais la tendance s'est inversée depuis la seconde moitié du XXe siècle, et le pays connaît des phénomènes d'émigration massive, notamment vers l'Espagne.

### Relations avec la France
Bien qu'officiellement hispanophone, l'Uruguay est membre observateur de l'Organisation internationale de la francophonie.
Les entreprises énergétique françaises Orano et Total sont en activité dans le pays, où Total fore le puis offshire le plus profond du monde en 2016.

## Relations avec l'Asie

### Relations avec la Chine
L’Uruguay est un des principaux pays de l’Amérique latine exportateurs de la viande bovine en Chine.

### Relations avec l'Azerbaïdjan
Les deux nations ont signé plusieurs accords bilatéraux tels qu'un accord de coopération entre les ministères des affaires étrangères des deux nations (2007); Accord sur l'élimination de l'obligation de visa pour les titulaires de passeports officiels et diplomatiques (2013); Accord de coopération douanière (2016) et Accord de coopération culturelle (2017).
En 2016, les échanges entre l'Azerbaïdjan et l'Uruguay ont totalisé 7,6 millions de dollars américains. Les principaux produits commerciaux de l'Uruguay vers l'Azerbaïdjan sont le bétail et les produits pharmaceutiques. L'Azerbaïdjan n'exporte pas de produits vers l'Uruguay.

## Relations avec l'Afrique
L'Uruguay est un des trois pays sud-américains à avoir disposé d'un parti politique pour la population afrodescendiente (d'ascendance africaine).